# صادق طباطبائی وکیلی
میرزا صادق خان طباطبائی ملقب به اجلال الملک (درگذشته اواخر شهریور ۱۳۱۲) که نام خانوادگی طباطبائی وکیلی برگزید، از رجال مشروطه‌خواه آذربایجان و دولتمرد و قانونگذار دوره قاجار و پهلوی بود.
پدرش حاج میرزا کاظم اعتضادالممالک و پدربزرگش میرزا عبدالوهاب وکیل‌الرعایا بود. خودش در جریان انقلاب مشروطه فعال شد و به انتخاب محمدعلی میرزا به عضویت انجمن ایالتی تبریز درآمد. انجمن ایالتی ریاست نظمیه تبریز را به اجلال‌الملک سپرد و او توانست آتش جنگ را که در سال ۱۲۸۷ در تبریز بر پا شده بود، فروبخواباند. انجمن ایالتی شاهزاده عین‌الدوله را از نایب‌الایالگی آذربایجان برکنار کرد و در سوم شعبان ۱۳۲۶ (شهریور ۱۲۸۷) این سمت را به اجلال‌الملک سپرد. 
پس از فتح تهران و پایان استبداد صغیر، مخبرالسلطنه هدایت نایب‌الایاله آذربایجان شد و در اواسط امرداد ۱۲۸۹ اجلال‌الملک را به حکومت ارومیه فرستاد. پس از آنکه روسها آذربایجان را گرفتند، از کار کناره گرفت و به تهران رفت اما پس از چندی دوباره به حکومت ارومیه منصوب شد. این بار، حکومت او در ارومیه با فجایع جیلوها همزمان شد که به سبب شیوه برخورد او با این فجایع، بشدت آماج انتقاد قرار گرفت. 
از فعالیتهای فرهنگی وی می‌توان به گرداوری و تدوین اشعار میرزامهدیخان گرمرودی متخلص به نثار اشاره کرد که  کتابت آن را در شهریور سال ۱۲۸۵ به پایان برد و دیوان نثار را به چاپ سنگی رسانید. گرداوری این اشعار به سختی امکانپذیر شد به گونه ای که خود در مقدمهٔ این کتاب این اشعار را به لآلی شاهوار تشبیه کرده که عقد آنان گسسته و مانند نجوم دراری پراکنده بودند و بالجمله بعد از اجتماع اسباب ومددکاری احباب این کار میسر شد. 
پس از به پادشاهی رسیدن رضاشاه، اجلال‌الملک که نام خانوادگی طباطبائی وکیلی را برگزیده بود، در سال ۱۳۰۷ به نمایندگی اردبیل به مجلس شورای ملی رفت. در دوره‌های هفتم و هشتم نیز بر همین کرسی نشست. در دوره نهم، نماینده تبریز شد و در همین دوره درگذشت. حسین دادگر رئیس مجلس شورای ملی هنگام اعلام خبر درگذشت طباطبائی وکیلی او را مردی مهربان و مأنوس توصیف کرد که قیافه متین و رفتار سنجیده داشت و چنان وظیفه‌شناس بود که با وجود کسالت و ناتوانی، با مشقت و اشکال براى انجام دادن وظایف خود به مجلس می‌رفت، تواضع و ادبش نمونه و درخور تقلید بود، به مبادى و اصولى که عقیده داشت باوفا و ثابت بود و در معاشرت ایشان به آسانى فهمیده می‌شد که ثمره خانواده‌ای نجیب و برآورده فامیلی شریف است.  وی در امامزاده صالح تهران به خاک سپرده شد.